# Derecho de coronación
El derecho de coronación fue un tributo del Reino de Aragón. 
Sobre el origen del derecho de coronación no están conformes los autores y Jerónimo Blancas lo atribuye a Pedro II, mas no cita documento alguno para acreditarlo. El documento más antiguo que existe sobre este tributo manifiesta que la ciudad de Alcañiz lo satisfizo en 1328, y en cantidad de 10.000 sueldos, para la coronación de Alfonso IV. Era una ayuda de costa que se daba a los reyes para los gastos de su coronación, siempre que la verificasen en Zaragoza, antes del año de subir al trono. 
Contribuían para satisfacerla las Universidades, los señores de vasallos y las Treinta Encomiendas de la Castellanía de Amposta. Desde que entró a reinar en España la Casa de Austria, no se celebró coronación alguna en Zaragoza. Sin embargo, se continuó exigiendo dicho derecho.